# Liste der Flaggen im Kreis Unna

Der Kreis Unna in Nordrhein-Westfalen

Diese Liste beinhaltet alle in der Wikipedia gelisteten Flaggen im Kreis Unna in Nordrhein-Westfalen. Weitere Flaggen von Städten, Gemeinden und Kreisen in Nordrhein-Westfalen sind über die Navigationsleiste am Ende der Seite erreichbar.
| Zur Flagge des Kreises Unna heißt es in seiner Hauptsatzung: | |
| Kreiswappen                                                  | „Der Kreis führt als Wappen einen wachsenden roten Löwen auf goldenem Feld über rotsilbern (in drei Reihen) geschachtetem Schildfuß.“ [...] „Der Kreis führt folgende Flagge: Der Kreis führt eine Flagge mit den Grundfarben rot-weiß und dem Kreiswappen.“ |

Wichtiger Hinweis
Zur Zeit der Erstellung dieses Artikels befinden sich darin nicht alle Flaggenabbildungen, dafür aber die Platzhalter  für Hissflaggen und  für Banner. Entsprechende Platzhalter  sind auch auf den Wappenlisten üblich und eine Aufforderung, die noch fehlenden Abbildungen zu finden oder zu erstellen und hochzuladen.

## Städte
| Stadt            | Hissflagge | Banner | Zitate aus den Hauptsatzungen der Gemeinden und Städte |
| ---------------- | ---------- | ------ | --- |
| Bergkamen        |            |        | Der Stadt Bergkamen ist mit Urkunde vom 1. September 1969 vom Innenminister des Landes Nordrhein-Westfalen das Recht zur Führung eines Wappens, einer Flagge und eines Banners verliehen worden. Beschreibung des Wappens: in Gold (Gelb) sechs im Wechsel von Rot und Silber (Weiß) kranzförmig gestellte Sechsecke Beschreibung der Flagge: Gelb/Rot/Gelb im Verhältnis 1 : 3 : 1 längs gestreift mit dem Stadtwappen in der Mitte Beschreibung des Banners: Gelb/Rot/Gelb im Verhältnis 1 : 3 : 1 längs gestreift mit dem Stadtwappen in der Mitte der oberen Hälfte. |
| Bönen            |            |        | Der Gemeinde Bönen ist mit Urkunde des Innenministers des Landes Nordrhein-Westfalen vom 18. April 1969 das Recht zur Führung eines Wappens, eines Siegels und einer Flagge verliehen worden. Beschreibung des Wappens: Das Gemeindewappen zeigt in einem weißen Feld eine hängende rote Kette mit vier ineinander verschränkten kleineren und zwei nach oben und unten geöffneten größeren Gliedern. Flaggenbeschreibung: Die Flagge ist rot und weiß in zwei Bahnen längs gestreift und zeigt in der Mitte das Gemeindewappen. |
| Fröndenberg/Ruhr |            |        | Der Stadt Fröndenberg ist durch Urkunde des Innenministers des Landes NW vom 10. März 1949 das Recht zur Führung eines Wappens und einer Flagge verliehen worden. Beschreibung des Wappens: Das Wappen der Stadt stellt in goldenem Feld über einem in drei Reihen rot-silber geschachteten Balken wachsend das Brustbild des heiligen Mauritius, des Patron der Stiftskirche Fröndenberg, dar. Beschreibung der Flagge: Rot-Weiß mit dem Stadtwappen. |
| Holzwickede      |            |        | Der Gemeinde Holzwickede ist mit Urkunde des Regierungspräsidenten des Regierungsbezirks Arnsberg vom 7. Oktober 1971 das Recht zur Führung eines Wappens, einer Flagge und eines Banners verliehen worden. Beschreibung des Wappens: In Gold (Gelb) über dreireihig rot-silber (weiß) geschachtem Schildfuß eine neunblättrige grüne Eiche. Beschreibung der Flagge: Die Flagge (Hissflagge) ist in zwei gleich breiten Bahnen rot und weiß längs gestreift und zeigt in der Mitte den Wappenschild der Gemeinde. Beschreibung des Banners: Das Banner ist in zwei gleich breiten Bahnen rot und weiß längs gestreift und zeigt in der Mitte der oberen Hälfte den Wappenschild der Gemeinde. |
| Kamen            |            |        | Das Wappen der Stadt Kamen enthält im goldenen Schild den märkischen Schachbalken. Dieser besteht aus drei waagerechten, rot-silbernen Querbalken von je sieben Feldern. Darüber befindet sich ein rotes Kammrad. [...] Die Stadtflagge enthält das Stadtwappen; ihre Farben sind blau und weiß. |
| Lünen            |            |        | Das Wappen der Stadt zeigt in goldenem Felde einen rechtsspringenden roten Löwen, dessen Schweif in zwei Büscheln endet. Die Flagge der Stadt enthält in zwei Streifen gleicher Breite die Farben rot (oben) und gelb (unten). |
| Schwerte         |            |        | Der Stadt ist mit Urkunde des Regierungspräsidenten in Arnsberg vom 18. Februar 1977 das Recht zur Führung eines Wappens verliehen worden. Beschreibung des Wappens: In Rot zwei schräg gekreuzte gestürzte silberne Schwerter, Kreuzung der Schwerter links über rechts. Der Stadt ist ferner mit Urkunde des Regierungspräsidenten in Arnsberg vom 18. Februar 1977 das Recht zur Führung einer Flagge verliehen worden. Beschreibung der Flagge: Von Rot zu Weiß im Verhältnis 1 : 1 längsgestreift, im weißen Bannerhaupt das Wappenschild der Stadt. |
| Selm             |            |        | Die Stadt Selm führt ein Wappen, das ihr durch Genehmigungsurkunde des Regierungspräsidenten in Arnsberg vom 1. August 1977 verliehen worden ist. Wappenbeschreibung: In rot eine gelbe Linde, darüber in gelbem Schildthaupt drei rote Rosen mit gelben Butzen und grünen Kelchblättern. […] Die Flagge (in Bannerform) ist von Rot zu Gelb zu Rot im Verhältnis 1 : 3 : 1 längsgestreift. Der Wappenschild der Stadt befindet sich in der oberen Hälfte der mittleren Bahn. |
| Unna             |            |        | Die Kreisstadt Unna führt das mit Urkunde des Innenministers des Landes Nordrhein-Westfalen vom 13. November 1967 genehmigte Wappen. In Silber (Weiß) eine rote Stadtbefestigung, deren mittlerer, mit einem Spitzdach versehener Torturm seitlich durch Mauern und überdachte Wehrgänge mit zwei niedrigeren zinnengekrönten Türmen verbunden ist; das Obergeschoss des Torturms ist beiderseits mit je einer an roter Stange gehissten Fahne besteckt, die in Gold (Gelb) einen in drei Reihen vierfach rot-silbernen (weiß) geschachten Balken zeigt. Die Flagge der Kreisstadt zeigt die Farben rot und weiß. Sie kann das Stadtwappen enthalten.                                          |
| Werne            |            |        | Die Stadt Werne führt Wappen, Flagge und Siegel. Das Stadtwappen stellt St. Christophorus mit dem Jesusknaben auf der linken Schulter, in der rechten Hand den Eichenstamm haltend, vor sich den Schild der Stadt Werne mit rotem Balken auf goldenem Feld, dar. Die Flagge der Stadt Werne zeigt die Farben Gold und Rot. |